# Pablo Muñoz Vega
Pablo Munoz Vega (23 maja 1903 w Mirze, diecezja Tulcan – 3 czerwca 1994 w Quito) – ekwadorski duchowny katolicki, kardynał; zakonnik jezuita (S.J.).

## Życiorys
We wrześniu 1918 wstąpił do zakonu jezuitów, następnie kształcił się w jezuickich domach studiów w Ekwadorze, a także na Papieskim Uniwersytecie Gregoriańskim w Rzymie. Przyjął święcenia kapłańskie 25 lipca 1933. W latach 1937–1949 i 1958–1964 wykładał na Papieskim Uniwersytecie Gregoriańskim, 1958–1963 był rektorem magnifico tej uczelni. W latach 1955–1958 rektor Papieskiego Kolegium Latynoamerykańskiego w Rzymie.
1949–1955 prowincjał zakonu jezuitów w Ekwadorze. Od 1962 był ekspertem Soboru Watykańskiego II, po nominacji na biskupa uczestniczył w dwóch ostatnich sesjach Soboru (1964–1965).
7 lutego 1964 został mianowany biskupem tytularnym Ceramo, z jednoczesną nominacją na koadiutora sedi datus Quito; przyjął sakrę biskupią w Rzymie 19 marca 1964, z rąk kardynała Carlo Confalonieriego, sekretarza Kongregacji Konsystorza. Od czerwca 1967 arcybiskup Quito.
Uczestniczył w sesjach Światowego Synodu Biskupów w Watykanie (1967, 1969, 1971, 1974, 1977, 1985); 1971 przewodniczący sesji Synodu. Kierował także Konferencją Episkopatu Ekwadoru.
28 kwietnia 1969 mianowany przez Pawła VI kardynałem, z tytułem prezbitera San Roberto Bellarmino. Brał udział w obu konklawe w 1978; utracił prawo udziału w konklawe w 1983, kończąc 80 lat. 1 czerwca 1985 zrezygnował z godności arcybiskupa Quito.